# 小眼光尾鲨
小眼光尾鲨（学名：Apristurus microps）为软骨鱼纲真鲨目猫鲨科光尾鲨属的鱼类。该物种在中国，分布于南海等海域，其栖息深度为700米至2000米，体长可达61公分。